# Istočnoaramejski jezici
Istočnoaramejski jezici, jedna od dvije podskupine aramejskih jezika koja se dijeli na tri uže podskupine, centralnu s 14 jezika, mandejsku s dva i zasebni sirjački jezik. Ukupno obuhvaća 17 jezika među kojima je najgovoreniji kaldejski novoaramejski.
a) Centralni (14):
a1. Sjeveroistočni (12): babilonski talmudski aramejski (†; tmr), bijil neoaramejski (bjf), bohtan neoaramejski (bhn), hértevin (hrt), hulaulá (huy), kildani (novokaldejski, kaldejski novoaramejski; cld), koy sanjaq surat (kqd), lishán didán (trg), lishana aturaya (aii), lishana deni (judeoaramejski; lsd), lishanid noshan (aij), senaya (syn);
a2. Sjeverozapadni (2): mlahsö, turoyo;
b) Mandejski/Mandaic (2): klasični mandejski (†), mandejski;
c) Sirski †. Turska

## Vanjske poveznice
- Ethnologue (14th)
- Ethnologue (15th)